# Louise Monot
Louise Monot (30 de diciembre de 1981) es una actriz francesa. 
A los 15 años, Louise Monot ganó un concurso de modelos de la revista francesa 20 ans. A los 17 años, se inscribió en un casting y consiguió su primer papel en un episodio de la serie Cordier, juge et flic. A continuación, participó en la serie La Vie devant nous. Después de diez episodios, dejó la serie y actuó en algunas películas para televisión como Des parents pas comme les autres con Bourgine Elizabeth y Samuel Labarthe .
Más tarde encarna papeles en varios episodios de distintas series (Les Duettistes, Un Homme en colère, Famille d'accueil, Le Grand Patron, Louis la Brocante).
En 2003, interpretó a la hija del personaje interpretado por Bruno Madinier en la saga del verano The Ocean Blue, y en 2004 en Nos vies rêvées (France 2), una película para televisión de dos partes, en la que interpreta dos personajes: Juliette en 1968 y su hija Scarlett en 2004.
En 2005, se le otorgó el premio de actriz joven en el Festival de Luchon por su papel junto a Jérémie Renier, en Un amour à taire. El mismo año, hizo su debut teatral con la obra Brooklyn Boy con Christophe y Stéphane Freiss Bourseiller .
En 2006, Louise Monot protagoniza la película Angel Fire junto a Frédéric Diefenthal y L'Avare junto a Michel Serrault. Es la heroína de la saga de France 2 (2007) La Prophétie d'Avignon, junto a Guillaume Cramoisan y Bruno Madinier . En el 2008 participa en Béthune sur Nil (France 3).
Louise mide 1,71 m y ha practicado equitación, danza, piano y canto. 

## Filmografía

### Televisión
- 1999: Le Complexe d'Olympe
- 2000: La Vie devant nous (14 episodios).
- 2000: Les Cordier, juge et flic
- 2001: La Ligne noire
- 2001: Un homme en colère
- 2002: La Deuxième vérité
- 2002: Le Grand patron
- 2002: Louis la brocante
- 2003: Le Bleu de l'océan (TF1)
- 2003: Nos vies rêvées de Fabrice Cazeneuve.
- 2004: Un amour à taire de Christian Faure.
- 2005: Ange de feu de Philippe Setbon (France 2).
- 2005: Béthune sur Nil
- 2006 : L'Avare de Christian de Chalonge (France 3).
- 2007 : La Prophétie d'Avignon de David Delrieux.
- 2013 : Asesinato en... (France 3).

### Cine
- 2005: Hell de Bruno Chiche.
- 2006: Prête-moi ta main de Éric Lartigau.
- 2007: MR 73 de Olivier Marchal.
- 2008: Tatt Av Kvinnen
- 2009: OSS 117: Rio ne répond plus de Michel Hazanavicius con Jean Dujardin.

### Cortometraje
- 1999: Tempête en abîme
- 2004: À poil!

### Publicidad
- 2005: Protagonista de la campaña publicitaria de la marca de productos de belleza Bourjois para la gama "Grains de Beauté". Ha participado en 10 anuncios publicitarios.

## Teatro
- 2004-2006: Brooklyn Boy de Stéphane Freiss